# Ryan Potter
Ryan Potter, född 12 september 1995 i Portland, Oregon, är en amerikansk skådespelare.
Potter har bland annat medverkat i filmen Big Hero 6. Han har även medverkat i TV-serien Jurassic World: Kaosteori.

## Filmografi (i urval)
- 2014 – Big Hero 6
- 2024 – Jurassic World: Kaosteori (TV-serie)